# Elecciones generales de Barbados de 1976
Las elecciones generales de Barbados de 1976 tuvieron lugar el jueves 2 de septiembre del mencionado año con el objetivo de configurar el Parlamento del país caribeño para el período 1976-1981. Fueron renovados los 24 escaños de la Cámara de la Asamblea, con base en cuya mayoría fueron designados posteriormente los 21 miembros del Senado. Se convocaron con la disolución del Parlamento anterior el 9 de agosto tras el fallecimiento ese mismo día del gobernador general Arleigh Winston Scott y su reemplazo provisional por el presidente del Tribunal Supremo, William Randolph Douglas, quien emitió el decreto llamando a elecciones. La nominación de candidatos tuvo lugar el 18 de agosto de 1976, por lo que la campaña duró trece días. Fueron las sextas elecciones realizadas en Barbados desde la instauración del sufragio universal, así como las segundas desde la independencia. También se trató de los primeros comicios en los cuales los ciudadanos de dieciocho a veinte años de edad pudieron ejercer su derecho a voto, luego de que la edad requerida para emitir sufragio fuera reducida tres años.
La campaña estuvo signada por una súbita recesión económica regional surgida ese año, que debilitó la popularidad del Partido Democrático Laborista o DLP, conducido por el primer ministro Errol Barrow y gobernante desde hacía quince años (cinco antes de la independencia). Asimismo, el opositor Partido Laborista de Barbados o BLP, liderado por Tom Adams (hijo del fallecido Grantley Herbert Adams, primer jefe de gobierno barbadense democráticamente electo), hizo campaña centrándose en cuestiones éticas y económicas, criticando un nivel de desempleo mucho más elevado al declarado en las estadísticas gubernamentales y las denuncias de corrupción contra funcionarios del gobierno, así como un intento de reforma constitucional que fue criticada como un intento del oficialismo de violar la independencia del poder judicial. El DLP, por su parte, se centró en defender los resultados de su gestión y el logro de la independencia (obtenida diez años atrás), advirtiendo que una victoria del BLP podría implicar un retroceso en la soberanía política del país. Los comicios fueron casi puramente bipartidistas, con poca participación de terceros partidos.
El resultado fue una holgada victoria para el BLP, que logró una mayoría absoluta de 17 escaños sobre 24 y un 52,69% del voto popular, lo que representó su vuelta al poder después de quince años en la oposición. El DLP sufrió una dura derrota al perder una gran cantidad de escaños en el sur de la isla (su principal fuente de votos) y verse fuertemente superado en el norte (más favorable al BLP), recibiendo un 46,44% del voto popular y 7 escaños. El único tercer partido que presentó candidatos, la Alianza Política Popular (coalición de grupos antigubernamentales establecida el año anterior), recibió solo el 0,58%, mientras que el 0,29% restante se repartió entre candidaturas independientes. La participación decayó en siete puntos con respecto a los anteriores comicios, a un 74,09% del electorado registrado.
Adams asumió el 8 de septiembre como el segundo primer ministro de Barbados y el cuarto gobernante democrático del país, constituyendo el primer cambio de gobierno posterior a la independencia. Barrow dimitió como líder del DLP después de la derrota y fue reemplazado por Frederick G. Smith, que asumió como líder de la Oposición en la Asamblea. Sin embargo, Barrow volvería al liderazgo de su partido en 1978.

## Antecedentes
El Partido Democrático Laborista, encabezado por Errol Barrow, gobernaba Barbados desde poco antes de su independencia, con su victoria en las elecciones de 1961, 1966 y 1971, estas últimas las primeras en las que se empleó el sistema de escrutinio mayoritario uninominal puro, con el país dividido en circunscripciones de un solo miembro, en lugar del sistema plurinominal parroquial heredado del gobierno colonial. El gobierno de Barrow integró a Barbados en la OEA, la ONU, y la recién fundada CARICOM. Asimismo, su gobierno fue elogiado por la realización de políticas destinadas a fortalecer a la clase trabajadora y consolidar un estado soberano moderno. Sin embargo, fue criticado por un elevado índice de inflación y desempleo, así como por escándalos de corrupción durante la última etapa del gobierno. El año 1976 vio al partido oficialista perder una elección parcial en dos circunscripciones, y las propuestas de Barrow de una reforma constitucional que modificara el sistema de selección de los jueces le valió la oposición de numerosos sectores institucionales.

## Sistema electoral
Desde su independencia en 1966, Barbados es una monarquía parlamentaria perteneciente a la Mancomunidad de Naciones, por lo que conserva nominalmente a la reina Isabel II del Reino Unido como jefa de estado pero con total autonomía en sus asuntos internos, con las funciones ceremoniales del monarca británico mayormente delegadas en un gobernador general. El primer ministro es el jefe de gobierno, responsable del poder ejecutivo, y es designado por el monarca, pero es responsable ante el Parlamento y gozar de su confianza para ejercer y mantener el cargo.
El Parlamento de Barbados es bicameral y está compuesto por la Cámara de la Asamblea elegida directamente y el Senado designado en base al resultado electoral. Los 24 escaños de la Cámara de la Asamblea son elegidos por medio de voto popular, directo y secreto a través del sistema de escrutinio mayoritario uninominal, con el país dividido en veinticuatro circunscripciones representadas cada una por un parlamentario. El partido o coalición que logre una mayoría de escaños forma gobierno con el miembro que lidere la formación asumiendo como primer ministro. Por otro lado, el miembro de la Cámara de la Asamblea que encabece el partido no perteneciente al gobierno con más escaños asumirá como líder de la Oposición. En base al resultado electoral, los 21 miembros del Senado son nombrados por el gobernador general en representación del monarca en los noventa días posteriores a las elecciones generales. Debe designar 12 siguiendo el consejo del primer ministro, 2 siguiendo el consejo del líder de la Oposición, y los 7 restantes a su total discreción, recayendo estos por lo general en figuras destacadas del ámbito social o artístico del país.
Todos los habitantes de Barbados mayores de dieciocho años que tengan la ciudadanía barbadense o la de cualquier estado miembro de la Mancomunidad de Naciones viviendo en el país durante los tres años previos a la elección y con residencia permanente en una circunscripción particular por al menos tres meses gozarán del derecho a voto, con la excepción de que estén encarcelados, condenados a muerte o declarados mentalmente insanos. Los requisitos para poder presentar una candidatura, por otro lado, son ser mayor de veintiún años y tener siete años de residencia continua que no deban lealtad a un estado extranjero, no tener una condena por delito grave ni por un delito que implique deshonestidad o fraude electoral, ni tener quiebras no liquidadas. Quienes cumplan estos requisitos deberán presentar una nominación por parte de cuatro electores de la circunscripción que desean disputar y un depósito monetario de 250$B. Los candidatos que obtengan al menos un sexto del voto popular (16,67%) verán este depósito reembolsado, mientras que los que no alcancen esta cantidad perderán su depósito y este será entregado al estado.
La duración máxima del mandato parlamentario es de cinco años. Llegado el quinto aniversario de su primera sesión, el Parlamento quedará disuelto y se convocará a elecciones generales. Sin embargo, el gobernador general en representación del monarca puede disolver anticipadamente el Parlamento por consejo del primer ministro. En el caso de las elecciones de 1976, estas se convocaron anticipadamente el 9 de agosto del mismo año, mediante un decreto de convocatoria emitido por el gobernador general interino William Randolph Douglas. Los comicios se realizaron bajo la ley electoral del 1 de junio de 1971.

## Desarrollos políticos

### Partido Democrático Laborista
El gobernante Partido Democrático Laborista, cuyos miembros eran conocidos como «dems» o «demócratas», era liderado por Errol Barrow, premier de Barbados durante sus últimos cinco años como una colonia del Imperio británico (1961-1966) y primer ministro desde la independencia. El partido se había fundado en mayo de 1955 como una escisión izquierdista del Partido Laborista de Barbados, de Grantley Herbert Adams, al que consideraba «conservador» en sus enfoques para la independencia de la colonia. El DLP logró la victoria en las elecciones de 1961, llevando a Barrow a la jefatura del gobierno, y logró una independencia negociada con el gobierno británico, consiguiendo un nuevo triunfo en 1966. Luego de contribuir a una reforma electoral en 1971 que instauró el sistema uninominal para la elección de parlamentarios, el partido obtuvo su tercera victoria con 18 de los 24 escaños parlamentarios. Con su liderazgo consolidado, Barrow no enfrentaba oposición interna, pero en la última etapa de su mandato fue acusado de ser «arrogante», uno de los principales aspectos que pudieron conducir a su derrota electoral.

### Partido Laborista de Barbados
Después de su derrota electoral en 1971, el Partido Laborista de Barbados había entrado en un proceso de renovación. Fundado por Grantley Herbert Adams en 1944, el BLP tenía una plataforma en gran medida liberal conservadora que había perdido contacto con la mayor parte del electorado a fines de la década de 1960. Con el fallecimiento de Adams, en 1971, este fue sucedido por un breve liderazgo de Harold Bernard St. John, que perdió su escaño en las elecciones. El único hijo de Grantley, Tom Adams, ocupó entonces la presidencia del partido y el liderazgo de la Oposición. Adams centró su discurso durante los siguientes cinco años en criticar a la administración de Barrow como corrupta y despilfarradora, proponiendo como alternativa una reducción de impuestos, medidas para combatir el desempleo y que la totalidad de los ministros del gobierno declararan sus activos, algo a lo que el DLP se negó.

### Otras formaciones políticas
Desde la disolución del Partido Nacional de Barbados en 1970, no había terceras fuerzas de importancia en el país, con el DLP y el BLP sosteniendo una lucha bipartidista pura. En 1975, dos partidos menores: el Movimiento Democrático Popular y el Grupo de Presión Popular, se fusionaron para fundar la Alianza Política Popular o PPA, que presentó ocho candidatos. Asimismo, hubo tres postulantes independientes.

## Campaña
El Partido Democrático Laborista decidió enfocar su discurso en los logros obtenidos en las gestiones pasadas, lo que fue particularmente destacado en su manifiesto electoral, titulado: Diseño para Vivir por un Pueblo Libre (en inglés: «Design for Living for a Free People»). En dicha publicación, el oficialismo defendió como logro la construcción de 3500 unidades de vivienda para 5000 personas, proponiendo duplicar dicho récord en mandatos posteriores. En materia de salud, el DLP declaró haber logrado disminuir el índice de mortalidad infantil de 84 nacimientos por 1000 en 1961 a solo 29 en 1975, y se propuso como meta desarrollar el Hospital Queen Elizabeth de Bridgetown e implementar el uso de Clínicas Comunitarias de Salud gratuitas en las demás parroquias. Se adjudicó logros vagos en materia educativa y puso énfasis en que su administración había reducido la edad requerida para votar a dieciocho años, en un intento de atraer a ese sector de la juventud. Centrándose en el hecho de que el BLP era su único oponente serio, el DLP trató de recordar a la población que su desempeño en el gobierno había sido mejor que el anterior, con lemas como «Necesitamos a los Dems» y «Mantén a Barbados Libre». Barrow declaró que el período anterior el gobierno se había dedicado a construir la infraestructura barbadense para permitirle sobrevivir como un país pequeño en un mundo competitivo, y que los siguientes cinco años, si resultaba reelecto para un cuarto mandato, los dedicaría directamente al «desarrollo».
Por su parte, el Partido Laborista de Barbados optó por un discurso duramente crítico con el gobierno, al que se refirió en su manifiesto como «el régimen». Adams acusó al oficialismo de pretender instalar un estado de partido único, de ser irrespetuoso con la libertad de religión, y de pretender usurpar el poder judicial. El programa del BLP definió a la formación como «socialdemócrata», pero tenía elementos más ligados al liberalismo conservador, con el lema «Pon a Barbados Primero» (en inglés: «Put Barbados First»). En contraste con el DLP, el BLP buscó centrar su campaña en cuestiones económicas, comprometiéndose a una gran reducción de impuestos, fomentar la libre empresa y mantener las políticas destinadas a la reconstrucción de la infraestructura turística. Adams declaró que el desempleo en el país podría haber llegado para entonces a un 25 o hasta un 28%, mientras que cuestionó la exactitud de las estadísticas gubernamentales (las cuales citaban un desempleo de 13.7%), considerando que estas estaban manipuladas, y postuló como una de sus principales promesas la generación de empleos, en particular en la industria de la agricultura y la pesca. En cuestiones educativas, el partido cuestionó el plan del DLP de construir un solo instituto politécnico en Bridgetown como centralista, defendiendo en cambio un modelo que buscara la «descongestión» de los servicios educativos y sanitarios de la capital.
Tanto Adams como Barrow atacaron mutuamente las propuestas de sus respectivos partidos. Barrow acusó a los dirigentes del BLP de «haber hecho una campaña decidida contra la independencia nacional», de ser «celosos y fabuladores» y de no admitir el desarrollo alcanzado por el país bajo su mandato. Adams, por su parte, tildó al gobierno del DLP como «corrupto, autocrático e inmoral» y de tener la intención de «destruir la democracia». La imagen del DLP llegó muy desgastada a los comicios por la recesión económica regional, y el desempeño del propio Barrow durante un debate parlamentario por una reforma constitucional que, entre otras cosas, modificaba sustancialmente el método de selección de los jueces, provocó que fuera acusado de arrogancia y que la mayor parte de la clase judicial y religiosa (institución con fuerte presencia social enfrentada con el gobierno de Barrow por su carácter laico) se pusiera en contra de él.

## Resultados

### Resultado general

Porcentaje por circunscripción del BLP.

Porcentaje por circunscripción del BLP.

Los comicios resultaron en un amplio triunfo para el opositor Partido Laborista de Barbados, que logró una mayoría absoluta de dos tercios con 17 de los 24 escaños de la Cámara de la Asamblea, marcando su retorno al poder después de tres legislaturas consecutivas en oposición, y garantizando la elección de Tom Adams como el segundo primer ministro posterior a la independencia. En términos de voto popular, obtuvo un 52,69% de las preferencias, su segundo mejor desempeño porcentual en ese momento y la primera instancia desde 1951 en la que el BLP obtuvo más de la mitad de los votos válidos. Pese a lo anterior, las competencias fueron en general polarizadas y ajustadas entre los dos partidos. Fue la última vez hasta 1991 en la que hubo candidatos elegidos sin mayoría absoluta de votos, con la presencia de algunos distritos en los que la presencia de los candidatos independientes y la Alianza Política Popular pudo influir en la victoria de alguno de los dos partidos. Pese a que retuvo con claridad los escaños del área central y norte del país donde era más popular, sus desempeños más contundentes provinieron esta vez de las regiones parroquiales de Christ Church y St. George. El mejor resultado para el BLP fue en Christ Church West, donde Henry Forde obtuvo la reelección con el 77,58% y mostró un crecimiento neto de 986 votos. Su peor desempeño fue en St. John, circunscripción del primer ministro saliente Errol Barrow, donde su candidato, H. Hilton, logró solo el 25,44% de los sufragios, seguido por St. Michael South West, donde Neville Weekes obtuvo el 36,57%. Superó el 40% de los votos en todas las demás circunscripciones. Debido al importante giro que implicó el crecimiento a 17 escaños de 6 obtenidos en 1971, la recuperación del cambio de sistema electoral fue notoria, y varios postulantes derrotados cinco años atrás recuperaron sus bancas, entre ellos el exlíder del partido, Harold Bernard St. John, que recuperó el escaño de Christ Church South Central por un margen de veinte puntos.
El gobernante Partido Democrático Laborista, por su parte, se vio por primera vez en quince años relegado a la oposición y sufrió el primer retroceso en sufragios, escaños y porcentaje de voto popular de su historia, pues desde su fundación en 1955 había experimentado crecimientos consecutivos en cuatro elecciones generales. Aun así, la elección fue casi completamente polarizada y el DLP logró captar casi todo el resto de los votos, con un 46,44% de los sufragios válidos, así como imponerse en siete circunscripciones, la mayoría correspondientes al área de St. Michael circundante a Bridgetown (dominada por el BLP) y al sureste del país (donde experimentó, sin embargo, una leve caída), así como sus bastiones en St. Lucy y St. John, donde Barrow fue el candidato con mejor desempeño del partido con un 73,10% de los votos. En Christ Church West, por su parte, V. Carmeta Fraser obtuvo solo el 22,42%, el peor desempeño de entre los candidatos de cualquiera de los dos partidos. Algunas de las pérdidas de los demócratas en las circunscripciones del sur de la isla se consideraron excepcionales, destacando Christ Church North Central y St. Philip North, las cuales perdió por tan solo 9 y 7 votos respectivamente, las competencias más estrechas de la jornada. Recuperaría ambos escaños en 1981 y no volvería a perderlos hasta 1994.
La Alianza Política Popular, único tercer partido en contienda, y los cuatro postulantes independientes no tuvieron buenos desempeños y perdieron sus depósitos, ubicándose muy lejos del 16,67% requerido para conservarlos. C. Murrell, de la PPA, fue el candidato no bipartidista con mejor desempeño absoluto y porcentual, al recibir 177 votos en Christ Church North Central, que representaron a un 4,47% de los votantes de la circunscripción. R. K. Welch, en St. Michael North East y también de la PPA, obtuvo solo 15 votos, un 0,28% del total válido, lo que fue el peor desempeño general de la jornada. Quince de las veinticuatro circunscripciones fueron disputadas solamente por los dos principales partidos, mientras que seis tuvieron también un candidato de la PPA y una (St. Michael South Central) con un candidato independiente. Únicamente St. John (un independiente y uno de la PPA) y St. Michael North East (con dos independientes y un postulante de la PPA), tuvieron respectivamente cuatro y cinco candidatos. La participación fue del 74,09% del electorado registrado, decayendo algo más de ocho puntos con respecto a los comicios anteriores.
|  | 52.69 % |

|  | 46.44 % |

|  | 0.58 % |

|  | 0.29 % |

|  | 99.13 % |

|  | 0.87 % |

|  | 100.00 % |

|  | 74.09 % |

### Resultado por circunscripción
|  | 50.93 % |

|  | 49.07 % |

|  | 99.49 % |

|  | 0.51 % |

|  | 100.00 % |

|  | 67.41 % |

|  | 52.18 % |

|  | 47.82 % |

|  | 99.17 % |

|  | 0.83 % |

|  | 100.00 % |

|  | 70.25 % |

|  | 55.52 % |

|  | 42.62 % |

|  | 1.86 % |

|  | 99.17 % |

|  | 0.83 % |

|  | 100.00 % |

|  | 66.92 % |

|  | 56.83 % |

|  | 38.55 % |

|  | 3.19 % |

|  | 1.15 % |

|  | 0.28 % |

|  | 98.66 % |

|  | 1.34 % |

|  | 100.00 % |

|  | 68.35 % |

|  | 63.43 % |

|  | 36.57 % |

|  | 98.81 % |

|  | 1.19 % |

|  | 100.00 % |

|  | 66.31 % |

|  | 50.15 % |

|  | 48.77 % |

|  | 1.08 % |

|  | 99.49 % |

|  | 0.51 % |

|  | 100.00 % |

|  | 71.66 % |

|  | 53.36 % |

|  | 46.64 % |

|  | 99.15 % |

|  | 0.85 % |

|  | 100.00 % |

|  | 70.65 % |

|  | 49.68 % |

|  | 49.06 % |

|  | 1.26 % |

|  | 99.27 % |

|  | 0.73 % |

|  | 100.00 % |

|  | 68.82 % |

|  | 49.20 % |

|  | 48.86 % |

|  | 1.93 % |

|  | 99.24 % |

|  | 0.76 % |

|  | 100.00 % |

|  | 69.66 % |

|  | 77.58 % |

|  | 22.42 % |

|  | 98.80 % |

|  | 1.20 % |

|  | 100.00 % |

|  | 74.31 % |

|  | 47.88 % |

|  | 47.65 % |

|  | 4.47 % |

|  | 99.27 % |

|  | 0.73 % |

|  | 100.00 % |

|  | 71.48 % |

|  | 60.01 % |

|  | 39.99 % |

|  | 98.66 % |

|  | 1.34 % |

|  | 100.00 % |

|  | 76.15 % |

|  | 50.17 % |

|  | 49.83 % |

|  | 99.21 % |

|  | 0.79 % |

|  | 100.00 % |

|  | 77.76 % |

|  | 50.09 % |

|  | 49.91 % |

|  | 99.42 % |

|  | 0.58 % |

|  | 100.00 % |

|  | 80.39 % |

|  | 54.68 % |

|  | 43.25 % |

|  | 2.07 % |

|  | 99.49 % |

|  | 0.51 % |

|  | 100.00 % |

|  | 74.52 % |

|  | 57.42 % |

|  | 42.58 % |

|  | 99.18 % |

|  | 0.82 % |

|  | 100.00 % |

|  | 82.19 % |

|  | 68.67 % |

|  | 32.33 % |

|  | 98.51 % |

|  | 1.49 % |

|  | 100.00 % |

|  | 80.78 % |

|  | 56.30 % |

|  | 43.70 % |

|  | 99.18 % |

|  | 0.82 % |

|  | 100.00 % |

|  | 75.87 % |

|  | 53.94 % |

|  | 46.06 % |

|  | 99.13 % |

|  | 0.87 % |

|  | 100.00 % |

|  | 78.53 % |

|  | 73.10 % |

|  | 25.44 % |

|  | 1.01 % |

|  | 0.46 % |

|  | 98.93 % |

|  | 1.07 % |

|  | 100.00 % |

|  | 77.77 % |

|  | 61.73 % |

|  | 38.27 % |

|  | 99.19 % |

|  | 0.81 % |

|  | 100.00 % |

|  | 80.43 % |

|  | 56.64 % |

|  | 43.36 % |

|  | 99.03 % |

|  | 0.97 % |

|  | 100.00 % |

|  | 77.78 % |

|  | 50.61 % |

|  | 48.07 % |

|  | 1.32 % |

|  | 99.03 % |

|  | 0.97 % |

|  | 100.00 % |

|  | 80.88 % |

|  | 60.66 % |

|  | 39.34 % |

|  | 99.53 % |

|  | 0.47 % |

|  | 100.00 % |

|  | 76.46 % |